# Johannes Meyer (actor)
Johannes Meyer (28 de mayo de 1884 – 4 de noviembre de 1972) fue un actor de nacionalidad danesa.

## Biografía
Su nombre completo era Johannes Siegfred Meyer, y nació en Skodsborg, Dinamarca. En 1905 debutó en el Dagmarteatret de Copenhague. En 1907 se unió al Folketeatret, al que perteneció hasta 1916, y a partir de entonces actuó en el Det Ny Teater. En 1918 regresó al Dagmarteatret, a cuyo conjunto permaneció unido hasta el año 1926. Entre 1941 y 1953 actuó de manera regular para el Teatro Real de Copenhague, actuando posteriormente como actor invitado en otros teatros.
Como actor cinematográfico, Meyer trabajó para directores de renombre como Carl Theodor Dreyer, Bodil Ipsen y Lau Lauritzen Jr.. En 1949 recibió el Premio Bodil al mejor actor de reparto por su trabajo en el film Støt står den danske sømand.
Desde el año 1953, Meyer dirigió el cine Regina, en Aarhus, y a partir de 1960 el Metropol de Copenhague.
En el año 1946 fue premiado con la Orden de Dannebrog, y en 1950 con la Cruz de Honor de dicha Orden, por sus méritos artísticos.
También recibió en el año 1955 la medalla al mérito Ingenio et arti, y en 1964 la Gran Cruz de la Orden de Dannebrog. 
Johannes Meyer falleció en Copenhague en 1972. Fue enterrado en el Cementerio de Vestre, en dicha ciudad.

## Filmografía
- 1925 : Du skal ære din Hustru
- 1933 : De blaa drenge
- 1933 : Så til søs
- 1934 : Flugten fra millionerne
- 1934 : Lynet
- 1934 : Nøddebo Præstegård
- 1934 : Skaf en sensation
- 1935 : De bør forelske Dem
- 1935 : Rasmines bryllup
- 1936 : Giftes-nej tak
- 1937 : Inkognito
- 1937 : Plat eller krone
- 1938 : Alarm
- 1938 : Under byens tage
- 1939 : En lille tilfældighed
- 1939 : Nordhavets mænd
- 1939 : Skilsmissens børn
- 1940 : I de gode gamle dage
- 1940 : Jeg har elsket og levet
- 1940 : Sommerglæder
- 1941 : Gå med mig hjem
- 1941 : Tag det som en mand
- 1941 : Tag til Rønneby kro
- 1941 : Frøken Kirkemus
- 1942 : Afsporet
- 1942 : Lykken kommer
- 1943 : En pige uden lige
- 1943 : Erik Ejegods pilgrimsfærd
- 1943 : Hans onsdagsveninde
- 1943 : Mine kære koner
- 1944 : Teatertosset
- 1944 : Besættelse
- 1944 : Det bødes der for
- 1944 : Det kære København
- 1944 : Mit liv er musik
- 1944 : Otte akkorder
- 1945 : I går og i morgen
- 1947 : Mani
- 1947 : Røverne fra Rold
- 1947 : Soldaten og Jenny
- 1948 : Støt står den danske sømand
- 1948 : Mens porten var lukket
- 1948 : Hvor er far?
- 1949 : For frihed og ret
- 1950 : De røde heste
- 1950 : Historien om Hjortholm
- 1950 : Café Paradis
- 1950 : Mosekongen
- 1951 : Dorte
- 1951 : Fodboldpræsten
- 1951 : Som sendt fra himlen
- 1951 : Fra den gamle købmandsgård
- 1951 : Mød mig på Cassiopeia
- 1951 : Det sande ansigt
- 1951 : Frihed forpligter
- 1952 : Vejrhanen
- 1952 : Husmandstøsen
- 1952 : Det store løb
- 1952 : Ta' Pelle med
- 1952 : To minutter for sent
- 1952 : Vi arme syndere
- 1952 : Avismanden
- 1953 : Det gælder livet
- 1953 : Den gamle mølle på Mols
- 1953 : Hejrenæs
- 1953 : Vi som går køkkenvejen
- 1953 : Min søn Peter
- 1954 : Hendes store aften
- 1954 : Sukceskomponisten
- 1954 : Kongeligt besøg
- 1955 : Tre finder en kro
- 1955 : Blændværk
- 1958 : Styrmand Karlsen
- 1958 : Krudt og klunker
- 1959 : Ballade på Bullerborg
- 1960 : Flemming og Kvik
- 1961 : Ullabella
- 1961 : Landsbylægen
- 1962 : Det stod i avisen
- 1963 : Støvsugerbanden
- 1963 : Hvis lille pige er du?
- 1964 : Tine
- 1964 : Døden kommer til middag
- 1967 : Den røde kappe